# Unione Socialista Araba (Egitto)
L'Unione Socialista Araba (in arabo الاتحاد الاشتراكى العربى‎?, Al-Ittiḥād Al-Ištirākī Al-ʿArabī) è stato un partito politico egiziano, fondato da Gamal Abd el-Nasser nel 1962.
Rappresentava il partito del nasserismo, ovvero quell'ideologia politica fondata su nazionalismo arabo, socialismo arabo, e panarabismo.
Ha governato l'Egitto come partito unico sotto Nasser e sotto Sadat, venendo poi sostituito nel 1978 dal Partito Nazionale Democratico.
| Controllo di autorità | VIAF (EN) 130558727 · LCCN (EN) n83236984 · J9U (EN, HE) 987007456501305171 |